# معهد الإمام الخميني التربوي والبحثي
معهد الإمام الخميني للتعليم والبحوث (معهد الإمام الخميني التربوي) هو معهد تعليمي ديني إسلامي شيعي في قم بإيران. تأسس عام1991 من قبل رجل الدين آية الله محمد تقي مصباح يزدي الذي كان مديرًا للمعهد حتى وفاته.
وصف أحد المصادر المعهد بأنه معني بكيفية قيام الحكومة الإسلامية الإيرانية بتكييف التطورات العلمية والتكنولوجية سريعة التطور في القرن الحادي والعشرين مع احتياجاتها الخاصة، لا سيما من خلال شرح القضايا العلمية لعلماء الدين الإسلاميين البارزين (المراجع) ومن خلال يجلب علماء الدين هؤلاء تفكير العلم إلى جماهير المسلمين «حتى يتمكن العلماء الإيرانيون من العمل على قدم المساواة مع الباحثين الآخرين في أي مكان في العالم».

يرفض بعض رجال الدين في المعهد نظرية التطور، لكنهم يوافقون على مساعٍ علمية أخرى، مثل التبرع بالحيوانات المنوية والأجنة، والاستنساخ أو الأمومة البديلة، وأبحاث الخلايا الجذعية الجنينية. 
يصدر المعهد الدورية الأسبوعية «بارتو سوخان».

## الإدارات
- قسم الفكر والتاريخ الإيراني المعاصر
- قسم علم النفس
- قسم الدراسات التربوية
- قسم العلوم السياسية
- قسم الفلسفة
- قسم التفسير وعلوم القرآن
- قسم علم الاجتماع
- قسم القانون
- قسم التصوف
- قسم أصول الدين الإسلامي وفلسفة الدين
- إدارة الشؤون الإدارية
- قسم الدراسات الدينية
- قسم الاقتصاد
- قسم الأخلاق
- قسم التاريخ

## شخصيات
- محمود رجبي (مستشار)
- ناصر بيريا (نائب الرئيس للأبحاث)
- صادق موسوي نصب (نائب الرئيس للتعليم).
- محمد علي الشوملي (رئيس القسم الديني في المعهد) [1]
- محمد ليجنهاوزن أمريكي المولد اعتنق الإسلام. منذ عام 1992، كان يدرس الإسلام ويدرس الفلسفة الغربية والمسيحية في معهد الإمام الخميني للتعليم والبحوث في إيران.

## الناشر
ينشر الإمام الخميني للتعليم والبحوث العديد من الكتب والمجلات كل عام منذ تأسيسه. ناشر المعهد هو قسم منفصل ولكن تحت سيطرة المعهد. حصل الناشر على العديد من ميداليات التقدير خلال السنوات الماضية. آخرها هو منصب الناشر المختار في المؤتمر العشرين لسنة الحوزة (2018).